# Cerro Sosa

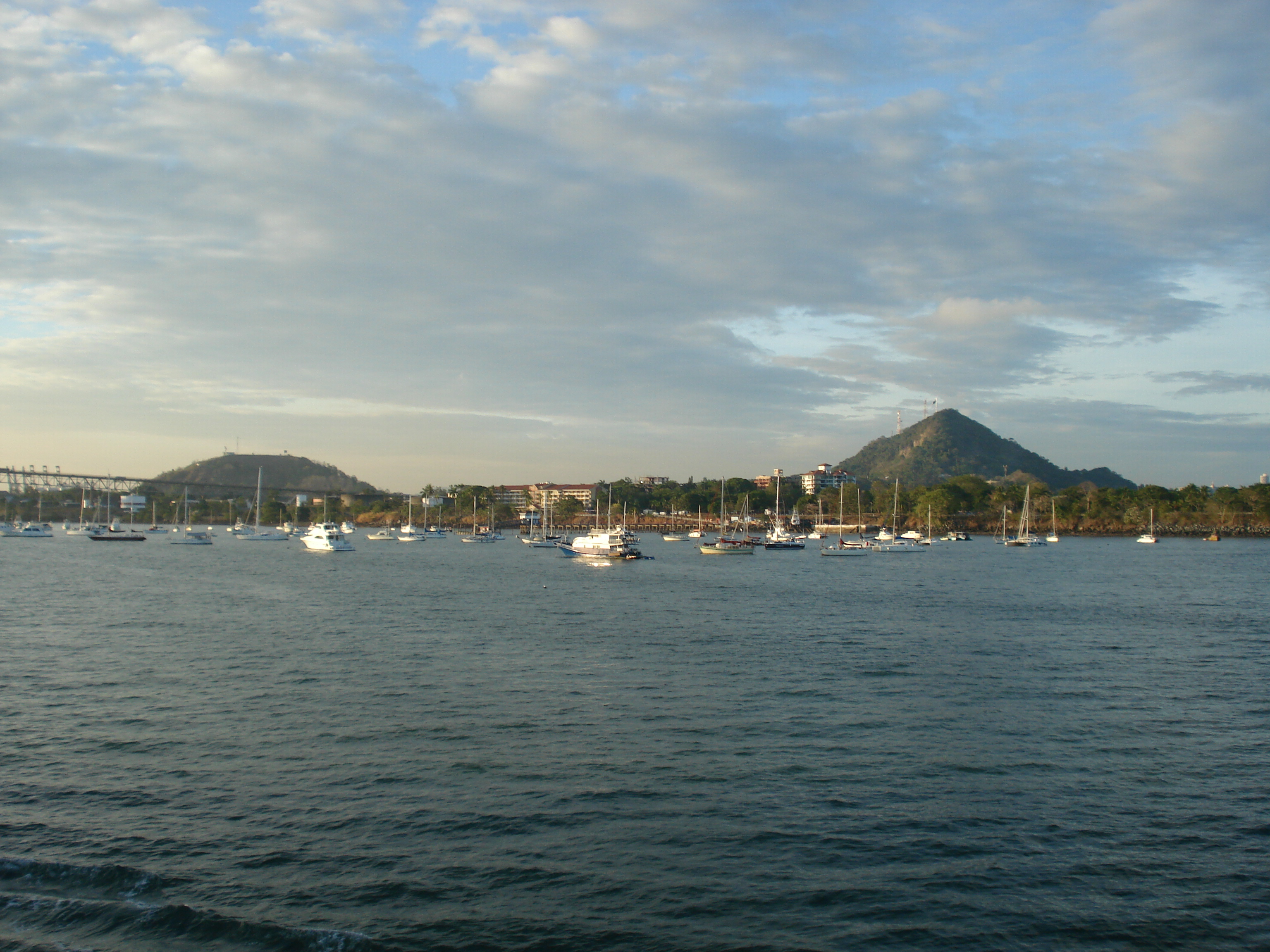
Vista de la entrada del canal de Panamá, con el cerro Sosa (izquierda) y el cerro Ancón (derecha) vistos al fondo.

El cerro Sosa es una elevación de 83 m que se ubica en la entrada Pacífico del canal de Panamá, específicamente entre las localidades de Balboa y La Boca, adyacente al puerto de Balboa. Se encuentra muy cerca del cerro Ancón y no se encuentra urbanizado, salvo la existencia de varias antenas de comunicación en su cima, con fines de uso operativo para el canal de Panamá. El cerro es catalogado como un área verde urbana y es patrimonio de la Autoridad del Canal de Panamá, según la Ley 21 de 1997.
Antiguamente el cerro se llamaba Gavilán desde el siglo XVIII hasta que pasó a su nombre actual, a partir de 1885, durante la construcción del canal por parte de los ingenieros franceses dirigidos por Ferdinand de Lesseps. El nombre es adjudicado a Pedro J. Sosa, primer ingeniero panameño que trabajó en la construcción del canal interocéanico durante el período francés.
El cerro fue originalmente el punto de partida para la construcción del juego de esclusas para el lado Pacífico durante el período estadounidense, sin embargo en 1907 fue cambiado hacia el área de Miraflores, bajo la excusa de que si se construía adyacente al cerro sería blanco de ataques de barcos enemigos, y se buscaba que el cerro sirviera de protección para dichas esclusas, además que Miraflores ofrecía una base más estable para construir las esclusas.